# Agrostis kuntzei
Agrostis kuntzei é uma espécie de gramínea do gênero Agrostis, pertencente à família Poaceae.